# Un vaso de whisky
Un vaso de whisky és una pel·lícula espanyola de 1958 dirigida per Juli Coll i Claramunt.

## Argument
Víctor és un noi atractiu, però escèptic i amant dels plaers de la vida. No li agrada treballar i no té ofici ni benefici. A causa d'una desventura es dedica a viure de les dones, sense ser conscient que aquest comportament provoca drames, decepcions, dolor i desesperança.

## Repartiment
- Rossana Podestà - María
- Arturo Fernández - Víctor
- Carlos Larrañaga - Carlos Aranda
- Carlos Mendy - Raúl Chaco
- Armando Moreno - Pedro
- Milo Quesada - Rafael
- Jorge Rigaud - Inspector
- Yelena Samarina - Laura

## Comentari
Juli Coll tracta de mostrar com fer un mal pot influir en altres persones, encadenant una sèrie sense fi de maldats i sofriments.